# Welwet

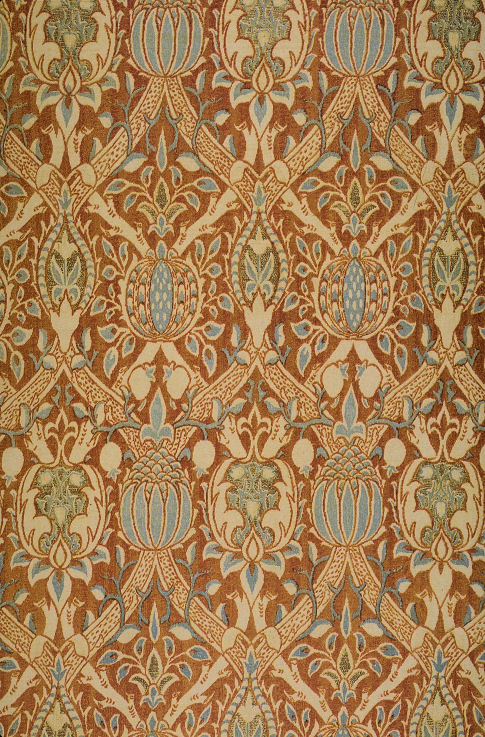
Jedwabny welwet wg projektu Williama Morrisa

Welwet – tkanina z grupy tkanin z okrywą włókienną (runowych). Jest to rodzaj pluszu, w którym okrywa włókienna utworzona jest z rozciętych długich przeplotów dodatkowego wątku runowego. Welwet to nazwa handlowa pluszu wątkowego.
Tkanina wykonywana jest z osnowy i dwóch wątków. Jeden, podstawowy, splata się z osnową w splocie płóciennym lub skośnym, a drugi, runowy, splata się w splocie atłasowym wątkowym. Długie przeploty wątku runowego zostają rozcięte, tworząc w tkaninie pęczki w kształcie litery U lub W.
Wygląd, właściwości i zastosowanie welwetu są podobne jak w przypadku welurów czy aksamitów. Od tych ostatnich różnią się tylko nieco wyższą okrywą.